# 2008–2009-es skót labdarúgó-bajnokság (első osztály)
A 2008–2009-es Scottish Premier League a skót első osztályú bajnokság tizenegyedik kiírása. A szezon 2008. augusztus 9-én kezdődött egy Falkirk-Rangers meccsel. Az alapszakasz 33 fordulóját követően a tizenkét csapat alsó- és felsőházra bomlott, s minden csapat további öt meccset játszott a saját hatosában lévőkkel.
Az előző szezon végén a Gretna esett ki, helyére a Hamilton jutott fel. A címvédő az összesen 42-szer (többek közt az utolsó három idényben) győztes Celtic volt. Az utolsó fordulóig izgalmas bajnokságot végül a Rangers nyerte 4 ponttal OLd Firm-riválisa előtt.
A bajnok Rangers a Bajnokok Ligája csoportkörében, a második Celtic annak 3. selejtezőkörében indul jövőre. Az Európa-ligában a meglepetésre harmadik Hearts (1. forduló), a negyedik Aberdeen (3. selejtezőkör), a Fair Play-listán előkelő helyezést elérő Motherwell (1. selejtezőkör) és a kupában a döntőig jutó Falkirk (2. selejtezőkör) indulhat - a kupadöntő másik résztvevője, a Rangers már kvalifikált egy európai kupasorozatba.

## Kiesés és feljutás

### A 2007–2008-as szezonban
Kiesett az első osztályból
- Gretna

Feljutott a másodosztályból
- Hamilton

### A 2008–2009-es szezonban
Kiesett az első osztályból
- Inverness

Feljutott a másodosztályból
- St. Johnstone

## Jelentős események
- 2008. augusztus 8.: A Gretnát hivatalosan megszüntetik.
- 2009. január 3.: A St. Mirren utolsó meccsét játssza a Love Street stadionban, mielőtt új pályájára, a New St. Mirren Parkba költözne; a végeredmény: St. Mirren-Motherwell 0–0.
- 2009. január 31.: A St. Mirren lejátssza első meccsét új stadionjában: St. Mirren-Kilmarnock 1–1.
- 2009. május 2.: Matematikailag is biztossá válik, hogy a következő szezontól a St. Johnstone az élvonalban szerepelhet majd - a csapat 3–1-re legyőzi a Greenock Mortont, így megnyeri a másodosztályt.
- 2009. május 23.: Az Inverness öt év után búcsúzik az élvonaltól, miután hazai pályán 1–0-s vereséget szenved az így megmenekülő Falkirk ellen; a forduló előtt akár még a St. Mirren kiesése is elképzelhető volt – ők végül jobb gólkülönbségükkel előzték meg az Invernessieket.
- 2009. május 24.: Története során 52. alkalommal a Rangers nyeri a bajnokságot. Walter Smith csapatának győznie kellett a Dundee United ellen, és ez sikerült is, a végeredmény 0–3 lett (a meccset Dundee-ban játszották). Ha a Rangers nem győzött volna, a Celtic viszont igen, ők nyerték volna a bajnoki címet, a zöld-fehérek azonban csak egy 0–0-t tudtak elérni a Hearts ellenében.

## Tabella
| #   | Csapat           | M  | GY | D  | V  | G+ – G– | GK  | P  | Megjegyzések                      |
| --- | ---------------- | -- | -- | -- | -- | ------- | --- | -- | --------------------------------- |
| 1.  | Rangers FC       | 38 | 26 | 8  | 4  | 77–28   | +49 | 86 | Bajnokok Ligája (csoportkör)      |
| 2.  | Celtic FC        | 38 | 24 | 10 | 4  | 80–33   | +47 | 82 | Bajnokok Ligája (3. selejtezőkör) |
| 3.  | Hearts           | 38 | 16 | 11 | 11 | 40–37   | +3  | 59 | Európa-liga (1. forduló)          |
| 4.  | Aberdeen FC      | 38 | 14 | 11 | 13 | 41–40   | +1  | 53 | Európa-liga (3. selejtezőkör)     |
| 5.  | Dundee United FC | 38 | 13 | 14 | 11 | 47–50   | −3  | 53 |                                   |
| 6.  | Hibernian FC     | 38 | 11 | 14 | 13 | 42–46   | −4  | 47 |                                   |
| 7.  | Motherwell FC    | 38 | 13 | 9  | 16 | 46–51   | −5  | 48 | Európa-liga (1. selejtezőkör)     |
| 8.  | Kilmarnock FC    | 38 | 12 | 8  | 18 | 38–48   | −10 | 44 |                                   |
| 9.  | Hamilton         | 38 | 12 | 5  | 21 | 30–53   | −23 | 41 |                                   |
| 10. | Falkirk FC       | 38 | 9  | 11 | 18 | 37–52   | −15 | 38 | Európa-liga (2. selejtezőkör)     |
| 11. | St. Mirren FC    | 38 | 9  | 10 | 19 | 33–52   | −19 | 37 |                                   |
| 12. | Inverness        | 38 | 10 | 7  | 21 | 37–58   | −21 | 37 | Scottish Football League          |

Forrás: Hivatalos honlap 
A rangsorolás alapszabályai: 1. összpontszám, 2. egymás elleni eredmények összpontszáma, 3. gólkülönbség, 4. szerzett gólok száma.
(B): Bajnokcsapat, (K): Kieső csapat, (F): Feljutó csapat, (I): Kupainduló, (R): A rájátszás győztese, (KGY): Kupagyőztes

Utolsó frissítés: 2009. május 25.

## Kereszttáblázatok

### 1–22. forduló
Az elsőtől a huszonkettedik fordulóig minden csapat minden csapat ellen játszik két meccset – egyet otthon, egyet idegenben.
|      | ABER | CELT | DUNU | FALK | HAMA | HEAR | HIBS | INCT | KILM | MOTH | RANG | STMI |
| ---- | ---- | ---- | ---- | ---- | ---- | ---- | ---- | ---- | ---- | ---- | ---- | ---- |
| ABER | X    | 4–2  | 0–1  | 2–1  | 1–2  | 1–0  | 1–2  | 0–2  | 1–0  | 2–0  | 1–1  | 2–0  |
| CELT | 3–2  | X    | 2–2  | 3–0  | 4–0  | 1–1  | 4–2  | 1–0  | 3–0  | 2–0  | 2–4  | 1–0  |
| DUNU | 2–1  | 1–1  | X    | 1–0  | 1–1  | 3–0  | 2–0  | 2–1  | 0–2  | 0–4  | 2–2  | 2–0  |
| FALK | 0–1  | 0–3  | 0–0  | X    | 4–1  | 2–1  | 1–1  | 1–2  | 1–1  | 1–0  | 0–1  | 1–2  |
| HAMA | 2–0  | 1–2  | 3–1  | 1–1  | X    | 1–2  | 0–1  | 1–0  | 1–0  | 2–0  | 1–3  | 1–2  |
| HEAR | 1–1  | 0–2  | 0–0  | 2–1  | 1–0  | X    | 0–0  | 1–0  | 1–2  | 3–2  | 2–1  | 2–1  |
| HIBS | 2–2  | 2–0  | 2–1  | 3–2  | 2–0  | 1–1  | X    | 1–2  | 2–4  | 0–1  | 0–3  | 2–0  |
| INCT | 0–3  | 1–2  | 1–3  | 1–1  | 0–1  | 0–1  | 1–1  | X    | 3–1  | 1–2  | 0–3  | 1–2  |
| KILM | 1–2  | 1–3  | 2–0  | 1–2  | 1–0  | 1–0  | 1–0  | 1–2  | X    | 1–0  | 0–4  | 0–1  |
| MOTH | 0–1  | 2–4  | 1–1  | 3–2  | 2–0  | 1–0  | 1–4  | 3–2  | 0–2  | X    | 0–0  | 2–1  |
| RANG | 2–0  | 0–1  | 3–3  | 3–1  | 7–1  | 2–0  | 1–0  | 5–0  | 2–1  | 2–1  | X    | 2–1  |
| STMI | 0–1  | 1–3  | 0–2  | 1–1  | 1–0  | 0–1  | 0–0  | 2–0  | 0–0  | 0–0  | 1–0  | X    |

Utolsó frissítés: 2009. január 19.
Magyarázat: A hazai csapat a bal oszlopban, a vendég csapat a felső sorban van.

### 23–33. forduló
Az huszonharmadik tól a harmincharmadik fordulóig minden csapat minden csapat ellen egyszer lép pályára - egyszer otthon, egyszer idegenben.
|      | ABER | CELT | DUNU | FALK | HAMA | HEAR | HIBS | INCT | KILM | MOTH | RANG | STMI |
| ---- | ---- | ---- | ---- | ---- | ---- | ---- | ---- | ---- | ---- | ---- | ---- | ---- |
| ABER | X    |      |      | 2–2  |      | 1–0  |      | 1–0  | 0–0  |      | 0–0  |      |
| CELT | 2–0  | X    |      | 4–0  | 4–0  |      | 3–1  |      |      |      | 0–0  | 7–0  |
| DUNU |      | 2–2  | X    |      |      | 0–1  | 2–2  | 1–1  | 0–0  |      |      | 3–2  |
| FALK | 1–0  |      | 0–1  | X    | 1–2  | 0–0  |      | 4–0  |      |      | 0–1  |      |
| HAMA |      |      | 0–1  |      | X    | 2–0  | 0–1  |      |      |      | 0–1  | 0–0  |
| HEAR | 2–1  | 1–1  |      |      |      | X    |      | 3–2  | 3–1  | 2–1  |      | 1–1  |
| HIBS | 0–0  |      |      | 0–0  |      | 1–0  | X    |      |      | 1–1  | 2–3  |      |
| INCT |      | 0–0  |      |      | 1–1  |      | 2–0  | X    | 2–1  | 1–2  |      | 2–1  |
| KILM |      | 1–2  |      | 3–0  | 0–1  |      | 1–1  |      | X    | 0–0  |      |      |
| MOTH | 1–1  | 1–1  | 2–1  | 1–1  | 1–0  |      |      |      |      | X    |      | 0–2  |
| RANG |      | OF   | 2–0  |      |      | 2–2  |      | 0–1  | 3–1  | 3–1  | X    |      |
| STMI | 1–1  |      |      | 2–2  |      |      | 1–1  |      | 1–1  |      | 1–2  | X    |

Utolsó frissítés: 2009. április 21.
Magyarázat: A hazai csapat a bal oszlopban, a vendég csapat a felső sorban van.

### Rájátszás
A 34–38. fordulóban minden csapat minden olyan csapattal játszott egy meccset (otthon vagy idegenben), amely a tabella vele azonos felében volt. A hat erősebb csapat a felsőházban, a hat gyengébb az alsóházban küzdött.
|      | ABER | CELT | DUNU | HEAR | HIBS | RANG |
| ---- | ---- | ---- | ---- | ---- | ---- | ---- |
| ABER | X    | 1–3  |      | 0–0  | 2–1  |      |
| CELT |      | X    | 2–1  | 0–0  |      |      |
| DUNU | 1–1  |      | X    |      |      | 0–3  |
| HEAR |      |      | 3–0  | X    | 0–1  |      |
| HIBS |      | 0–0  | 1–2  | X    |      | 1–1  |
| RANG | 2–1  | 1–0  |      | 2–0  |      | X    |

|      | FALK | HAMA | INCT | KILM | MOTH | STMI |
| ---- | ---- | ---- | ---- | ---- | ---- | ---- |
| FALK | X    |      |      |      | 2–1  | 0–2  |
| HAMA | 0–1  | X    |      | 2–1  | 0–3  |      |
| INCT | 0–1  | 1–1  | X    |      |      |      |
| KIL  | 1–1  | 1–0  |      | X    |      | 2–1  |
| MOTH |      |      | 2–2  | 1–2  | X    |      |
| STMI |      | 0–1  | 1–2  |      | 1–3  | X    |

## Gólok

### A góllövőlista élmezőnye
| Gólszerző         | Gólok száma | Csapat        |
| ----------------- | ----------- | ------------- |
| Kris Boyd         | 27          | Rangers       |
| Scott McDonald    | 16          | Celtic        |
| Jórgosz Szamarász | 15          | Celtic        |
| David Clarkson    | 13          | Motherwell    |
| Derek Riordan     | 12          | Hibernian     |
| Steven Fletcher   | 11          | Hibernian     |
| Francisco Sandaza | 10          | Dundee United |
| John Sutton       | 10          | Motherwell    |
| Andy Dorman       | 10          | St. Mirren    |
| Kenny Miller      | 10          | Rangers       |
| Lee Miller        | 10          | Aberdeen      |

Utolsó frissítés: 2009. május 25. 

Forrás: BBC Archiválva 2011. május 13-i dátummal a Wayback Machine-ben

### Mesterhármasok
| Gólszerző         | Csapata    | Ellenfél   | Dátum              |
| ----------------- | ---------- | ---------- | ------------------ |
| Kris Boyd         | Rangers    | Inverness  | 2008. november 1.  |
| Kris Boyd         | Rangers    | Hamilton   | 2008. december 6.  |
| Chris Porter      | Motherwell | Inverness  | 2008. december 27. |
| Nakamura Sunszuke | Celtic     | St. Mirren | 2009. február 28.  |
| Kevin Kyle        | Kilmarnock | Falkirk    | 2009. április 11.  |

## A hónapok legjobbjai
| Hónap            | Menedzser                    | Játékos                    | Fiatal játékos              | Feltörekvő csillag           |
| ---------------- | ---------------------------- | -------------------------- | --------------------------- | ---------------------------- |
| 2008. augusztus  | Jim Jefferies (Kilmarnock)   | Pedro Mendes (Rangers)     | James McArthur (Hamilton)   | Shane Sutherland (Inverness) |
| 2008. szeptember | Gordon Strachan (Celtic)     | Jórgosz Szamarász (Celtic) | Scott Arfield (Falkirk)     | Ryan Dow (Dundee United)     |
| 2008. október    | Gus MacPherson (St. Mirren)  | Scott Brown (Celtic)       | Steven Fletcher (Hibernian) | Gregg Wylde (Rangers)        |
| 2008. november   | Gordon Strachan (Celtic)     | Bruno Aguiar (Hearts)      | Sone Aluko (Aberdeen)       | Ben Carson (St. Mirren)      |
| 2008. december   | Gus MacPherson (St. Mirren)  | Lee Miller (Aberdeen)      | James McCarthy (Hamilton)   | -                            |
| 2009. január     | Billy Reid (Hamilton)        | Tomáš Černý (Hamilton)     | James McCarthy (Hamilton)   | -                            |
| 2009. február    | Mark McGhee (Motherwell)     | Andy Dorman (St. Mirren)   | Lee Wallace (Hearts)        | Craig Thomson (Hearts)       |
| 2009. március    | Mixu Paatelainen (Hibernian) | Scott McDonald (Celtic)    | Steven Fletcher (Hibernian) | -                            |
| 2009. április    | Walter Smith (Rangers)       | Andy Dorman (St. Mirren)   | Calum Elliot (Hearts)       | -                            |

## Stadionok
| Csapat        | Stadion                              | Befogadóképesség |
| ------------- | ------------------------------------ | ---------------- |
| Aberdeen      | Pittodrie Stadium                    | 22 199           |
| Celtic        | Celtic Park                          | 60 832           |
| Dundee United | Tannadice Park                       | 14 209           |
| Falkirk       | Falkirk Stadium                      | 06 935           |
| Hamilton      | New Douglas Park                     | 06 000           |
| Hearts        | Tynecastle Stadium                   | 17 420           |
| Hibernian     | Easter Road                          | 17 500           |
| Inverness     | Caledonian Stadium                   | 07 711           |
| Kilmarnock    | Rugby Park                           | 18 128           |
| Motherwell    | Fir Park                             | 13 742           |
| Rangers       | Ibrox Stadium                        | 51 082           |
| St. Mirren    | St. Mirren Park, New St. Mirren Park | 10 800, 08 000   |